# Dypsis paludosa
Dypsis paludosa – gatunek palmy z rzędu arekowców (Arecales). Występuje endemicznie na Madagaskarze, w prowincji Toamasina. Można go spotkać między innymi w Mananara Nord.
Rośnie w bioklimacie wilgotnym. Występuje na wysokości do 500 m n.p.m.